# Watashi wa nisai
Watashi wa nisai é um filme japonês de 1962, do gênero comédia dramática, dirigido por Kon Ichikawa. 
Rebatizado em inglês como Being Two Isn't Easy, foi selecionado como representante do Japão à edição do Oscar 1963, organizada pela Academia de Artes e Ciências Cinematográficas.

## Elenco
- Hiro Suzuki - Taro
- Eiji Funakoshi - Goro
- Fujiko Yamamoto - Chiyo
- Kumeko Urabe - Ino
- Misako Watanabe - Setsuko
- Masako Kyôzuka - filho de Chiyo
- Mantarō Ushio
- Kyōko Kishida - amigo de Chiyo
- Shirô Ôtsuji
- Jun Hamamura
- Akira Natsuki